# Tres Coronas
 (mars 2015).
Tres Coronas est un groupe de rap hispanique composé des Colombiens Rocca et du Dominicain Reychesta.